# Myiotrixa prosopina
Myiotrixa prosopina là một loài ruồi trong họ Tachinidae.